# Artur Rosenberg
Artur Rosenberg (geboren am 6. Juli 1887 in Maribor; gestorben am 5. August 1969 in Lausanne) war ein österreichischer Autor und Journalist. Für den Historiker Arthur Rosenberg siehe dort.

## Leben
Besuch des Gymnasiums in Graz, dann Studium der Geschichte bei Karl Uhlirz und Abschluss 1914. Nach dem Ersten Weltkrieg Tätigkeit als Holzhändler. Ab 1926 war er in Paris als freier Journalist aktiv. Er engagierte sich in der Friedensbewegung. Er wurde Pariser Korrespondent der Neuen Freien Presse und des Pester Lloyd und übersetzte 1927 die Memoiren Abd el-Krims. 1938 wurde er zum Exilanten und 1939 im Lager Audierne in der Bretagne interniert.
Ab 1945 war er in Innsbruck als Korrespondent der französischen Le Monde und arbeitete für die Zeitschrift Österreichische Monatshefte. Blätter für Politik. Von 1951 bis 1953 war er wieder in Paris tätig, diesmal als Korrespondent der Zeitung Die Zeit. In den Jahren 1958 bis 1962 betätigte sich Rosenberg als Vermittler zwischen den Vertretern der Regierung de Gaulle und der algerischen FLN. Hierfür wurde er zum Mitglied der Ehrenlegion ernannt.

## Werke
- Beiträge zur Geschichte der Juden in Steiermark, Diss. 1914.
- Menschen auf der Straße, Wiener Verlag, 1946.